# Bunker di Marnate
Il bunker di Marnate è un'installazione difensiva realizzata nell'estate del 1944 su ordine del generale Hans Leyers e situata lungo la via Lazzaretto nel comune di Marnate, in provincia di Varese, nel fondovalle vicino al confine con Gorla Minore e a poche decine di metri dal territorio comunale di Olgiate Olona. È lungo 143 metri, largo 1,8 e alto 2,2.

## Storia

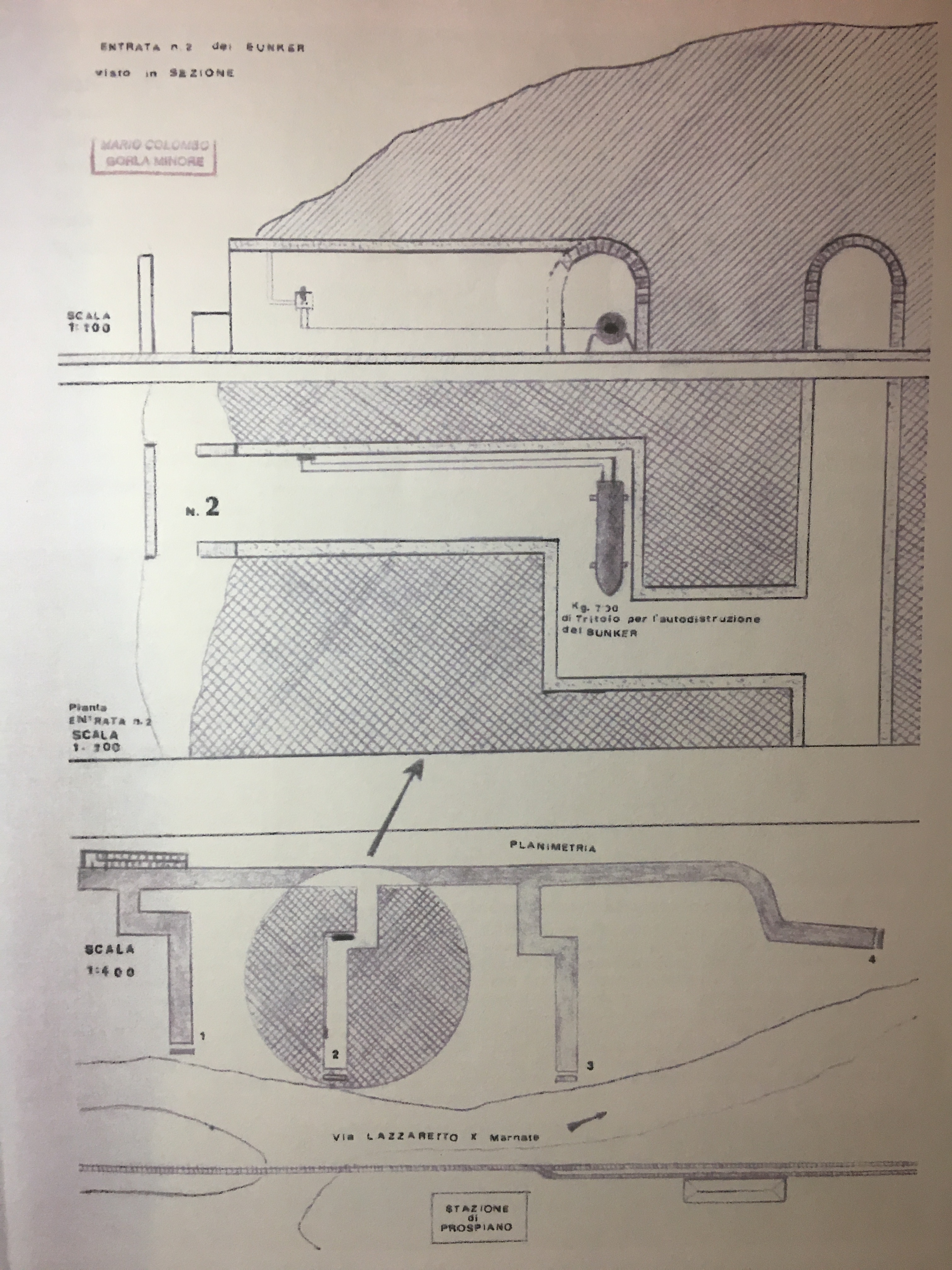
Sezione, pianta e planimetria del bunker.

Il bunker fu realizzato tra luglio e settembre 1944 come deposito temporaneo di fango aurifero essiccato proveniente dalle miniere di Macugnaga per poi essere inviato a Milano presso l'Azienda minerali metallici italiani, dove sarebbe stato trasformato in lingotti da inviare quindi in Germania. A causa dei bombardamenti sul capoluogo lombardo, si optò per inviare il materiale direttamente in Svizzera, passando da Mendrisio. Per il trasporto si decise la via ferroviaria, per evitare l'ingresso di camion tedeschi nella Svizzera neutrale, tramite la ferrovia di Valmorea che collegava la città svizzera con Castellanza, comune confinante con Marnate.
Queste operazioni furono bloccate con l'intervento della Repubblica partigiana dell'Ossola, nata il 10 settembre 1944. Quando l'Ossola fu rioccupata dai tedeschi, questi recuperarono nelle miniere di Macugnaga circa 2 150 kg di fango aurifero lavorato e due lingotti d'oro per un peso totale di 17,457 kg. Il 14 ottobre il generale Hans Leyers fece sequestrare questi materiali e ordinò il loro trasferimento presso il deposito centrale di Olgiate Olona, ovvero il bunker di Marnate. Tuttavia, Benito Mussolini rivendicò la proprietà del carico e dispose la sua consegna alla Banca d'Italia e il generale Leyers fu costretto a consegnare i beni al generale delle SS Willy Von Tensfeld a Monza, al fine di metterli a disposizione della Repubblica Sociale Italiana.
Il 26 aprile 1945 il bunker fu conquistato dalla Resistenza italiana dopo un duro scontro con la guarnigione tedesca. Durante questi combattimenti furono uccisi cinque soldati tedeschi e un garibaldino di Fagnano Olona, tale Carlo Moltrasio, mentre altri due italiani furono gravemente feriti. Dopo la resa tedesca, durante una perlustrazione del bunker, i partigiani lo trovarono completamente vuoto per via dell'ordine del Duce, ma rinvennero un ordigno esplosivo ideato per l'autodistruzione del bunker stesso.
Dopo il passaggio di proprietà al comune di Marnate nel 2014, il 29 marzo 2015 è stato inaugurato il bunker dopo alcuni lavori di restauro alla presenza delle autorità dei comuni vicini e del presidente della provincia di Varese Nicola Gunnar Vincenzi. Per l'occasione è stata installata una targa in memoria di Carlo Moltrasio ed è stato realizzato un murale sulla parete esterna del bunker raffigurante la prima pagina dell'edizione storica dell'11 giugno 1946 del Corriere della Sera.